# Acrotriche halmaturina
Acrotriche halmaturina är en ljungväxtart som beskrevs av William Paterson. Acrotriche halmaturina ingår i släktet Acrotriche och familjen ljungväxter. Inga underarter finns listade i Catalogue of Life.